# Lindomefallet
Lindomefallet var ett svenskt rättsfall rörande ett mord på en 89-årig man som ägde rum den 26 oktober 1990 i Lindome, Mölndals kommun, söder om Göteborg. Tre personer befann sig på gärningsplatsen. Två personer greps, som skyllde på varandra. En av männen åtalades för mord och dömdes i tingsrätten, men domen överklagades och hovrätten dömde mannen slutligen för grov stöld. Den andre mannen åtalades för medverkan till mord, men dömdes för medverkan till grov stöld och skyddande av brottsling. Båda gick alltså fria från mordåtalet eftersom domstolen inte kunde avgöra vem som talade sanning. Fallet ledde till stor medial uppståndelse.
På morgonen den 28 oktober 2009 gick Pelle Svensson och den lokala tidningen Mölndals-Posten ut med att en hårtuss som fanns mellan 89-åringens fingrar skulle DNA-testas för att se om den tillhörde någon av de två männen. Senare samma dag dementerade Västra Götalands polisgrupp att de kan ta upp fallet på nytt eftersom hårstråna redan testades 1995, inför en resningsansökan som då avslogs.

## Händelseförlopp
Två män, 31 och 34 år, tog sig på fredagskvällen den 26 oktober 1990 olovligen in i ett hus i Lindome för att skaffa ett vapen av en person känd som Räven. Männen hade dock tagit fel på adress och överraskades av Ernst Olsson som bodde där. Tumult utbröt vilket slutade med att Olsson blev grovt misshandlad och ihjälslagen med sin egen stekpanna. Männen stal nycklar, silverbestick samt en tavla som Olssons dotter målat, körde mot Göteborg och besökte strippklubben Baby Doll. 
Grannar som hade sett en bil köra fram till Olssons hus samma kväll hade larmat och angett registreringsnumret, men utan åtgärd från polisen. Kvällen därpå hittades Ernst Olsson död på köksgolvet av sin dotter Margit Ericsson som larmade polisen på nytt. Bilen vid Olssons hus spårades till en flickvän och två män häktades.
De omfattande spåren som hade lämnats på mordplatsen av gärningsmännen visade sig komma från två av polisen välkända personer i Lindome. De hade  bägge missbruksproblematik och var tidigare dömda för våldsbrott, varav en till fängelse. De två männen greps som misstänkta för mordet.

## Rättsprocess
Den ena av männen erkände inledningsvis mordet men kom senare att ta tillbaka sitt erkännande. Samma person åtalades för mord och den andre för medverkan till mord. Männen skyllde på varandra i Mölndals tingsrätt. Den ene av männen dömdes för mord, och den andre för medverkan till grov stöld samt skyddande av brottsling till 18 månaders fängelse. Endast morddomen överklagades och inför hovrättsförhandlingarna bytte den dömde advokat till Pelle Svensson.  
Hovrätten för västra Sverige ansåg dock att det inte kunde uteslutas att båda männen i samråd mördat Ernst Olsson, en möjlighet som saknades i åklagarens gärningsbeskrivning och som domstolen därmed inte fick pröva. Mannen dömdes istället till sex månaders fängelse för grov stöld. Åklagaren valde att inte söka prövningstillstånd i Högsta domstolen.
Båda misstänkta gärningsmännen är numera avlidna.

## Lindomefallet som begrepp
Lindomefallet har blivit ett juridiskt begrepp som används för fall där åtalade skyller på varandra och därigenom får mildare domar eller helt slipper straffansvar. Andra uppmärksammade mordfall med liknande utgång är det så kallade krögarmordet i Solna 1997 och ett mord i Härnösand där båda gärningsmännen dömdes i tingsrätten för medhjälp till mord med långa påföljder: 13 års fängelse och utvisning till Somalia respektive 9 års fängelse.
Det har dock noterats i viss juridisk litteratur att det är inkorrekt att beskriva Lindomefallet som ett fall då "gärningsmännen skyllt på varandra". Suzanne Wennberg, professor emeritus (professrix emerita) i straffrätt vid Stockholms universitet, har noterat att media bedömt situationen inkorrekt med en sådan formulering eftersom man med uttrycket "skyllt på varandra" utgick från att bägge männen var skyldiga, när det i realiteten var mycket möjligt att åtminstone en av dem var oskyldig till dådet. Samtidigt varnar Wennberg för att använda begrepp som "typiska rättsfall", eftersom hon poängterar att alla rättsfall karaktäriseras av speciella särdrag, och att kritik gentemot en dom kan bli i allra högsta grad missvisande om man bortser från det.